# Cerazio di Grenoble
Cerazio (fl. V secolo) è stato vescovo di Grenoble. Il suo culto come santo è stato confermato da papa Pio X nel 1903.

## Biografia
Vescovo di Grenoble, prese parte ai concili di Orange nel 441 e di Vaison nel 442; è autore, insieme con i vescovi di Ginevra e Vence, di un'epistola indirizzata a papa Leone I nel 450. Il suo nome compare in una lettera sinodale di Eusebio, vescovo di Milano.
Costretto ad abbandonare Grenoble a causa della persecuzione ariana, morì esule a Simorre.

## Culto
La sua depositio è menzionata al 6 giugno già nel martirologio geronimiano.
Gli veniva tributato culto nell'abbazia di Notre-Dame a Simorre e a Eauze.
Il suo culto come santo fu confermato da papa Pio X con decreto del 9 dicembre 1903.
Il suo elogio si legge nel Martirologio romano al 6 giugno.